# Snowboarding : Les Pionniers de l'extrême
Pour plus de détails, voir Fiche technique et Distribution.
Snowboarding : Les Pionniers de l'extrême (First Descent) est un documentaire américain de Kemp Curly et Kevin Harrison sorti en 2005.

## Fiche technique
Sauf indication contraire, les informations mentionnées dans cette section peuvent être confirmées par la base de données cinématographiques IMDb,  présente dans la section « Liens externes ».
- Titre original : First Descent
- Titre français : Snowboarding : Les Pionniers de l'extrême
- Réalisation : Kemp Curly et Kevin Harrison
- Musique : Christopher Covert
- Photographie : Scott Duncan
- Montage : Jon Philpot
- Production : Kemp Curly et Kevin Harrison
- Pays d'origine :  États-Unis
- Langue originale : anglais
- Format : couleur (DeLuxe) - 35 mm - 2,35:1 (Panavision) - son DTS | Dolby Digital | SDDS
- Genre : documentaire
- Durée : 110 minutes
- Dates de sortie :
  - États-Unis : 2 décembre 2005

## Distribution
- Shawn Farmer : lui-même
- Terje Haakonsen : lui-même
- Nick Perata : lui-même
- Shaun White : lui-même
- Travis Rice : lui-même
- Hannah Teter : elle-même